# JFFS2
JFFS2全名是 Journalling Flash File System Version2，是Redhat公司開發的快閃記憶體檔案系统，其前身是JFFS，最早只支援NOR Flash, 自2.6版以後開始支援NAND Flash, 適合使用於嵌入式系统。

## 特性
JFFS2 功能如下：
- 支援 NAND flash 裝置。
- 硬連結（Hard links）。這是JFFS 礙於文件格式所無法支援的功能。
- 壓縮。有四種演算法: zlib, rubin , rtime以及lzo.
- 更佳的效能。

## 缺點
- JFFS2在掛載（mount）時會掃描整個flash 所有的資料，再將檔案系統目錄儲存在system memory, 扫描时间會随文件数量線性倍數增长，消耗很多時間。
- JFFS2沒有write-back機制，不能將資料暫存於缓存(cache), 以致flash I/O的動作頻繁。
- JFFS2設計機制過於複雜，程式碼不易閱讀。